# Єзуїтський квартал і місії Кордови
Єзуїтський квартал і місії Ко́рдови (ісп. La Manzana Jesuítica y las Estancias de Córdoba) — кілька колишніх місій, побудованих єзуїтськими місіонерами на території сучасного міста Кордова (Аргентина), проголошені об'єктом Світової спадщини ЮНЕСКО у 2000 році.
На території Єзуїтського кварталу розташовано Університет Кордови, один із старіших у Південній Америці, школа «Monserrat», церква і житлові будинки. Згадані єзуїтські місії включають шість місій (ісп. estancias), розташованих у провінції Кордова, що мають назви: Кароя (ісп. Caroya), Хесус-Марія (ісп. Jesús María), Санта-Каталіна (ісп. Santa Catalina), Альта-Грасія (ісп. Alta Gracia), Канделарія (ісп. Candelaria) і Сан-Ігнасіо (ісп. San Ignacio).
Комплекс місій і ферм заснували єзуїти, починаючи з 1615 року. Ченці покинули їх після наказу іспанського короля Карла III 1767 року, який забороняв перебування єзуїтів в іспанських володіннях на континенті. Після цього місіями до 1853 року керували францисканці, коли єзуїтам дозволили повернутися до Америки. Проте університет і школу націоналізували вже наступного року.
Кожна місія має свою власну церкву та комплекс будівель, навколо яких виростали містечка, такі як Альта-Грасія, найближча до міста Кордова. Місія Сан-Ігнасіо більше не існує. Єзуїтський квартал і місії часто відвідують туристи, туристична «Дорога єзуїтських місій» (ісп. El Camino de las Estancias Jesuíticas) має близько 250 км завдовжки.